# 银鲦粘体虫
银鲦粘体虫（学名：Myxosoma notropis）为粘体科粘体虫属的动物。分布于加拿大以及湖北、四川、浙江、江西等，营寄生生活，寄生在鳃（鲫、白鲫、黑鳍鳈、泥鳅）、肠、肝、鳔、肾、胆囊、膀胱（鲫、白鲫）、肠系膜、心（鲫）。